# Yui Mizuno
Yui Mizuno (水野 由結 Mizuno Yui, 20 de junio de 1999) es una actriz, idol, cantante y modelo retirada japonesa que fue miembro de Sakura Gakuin y del grupo de kawaii metal Babymetal. En este último anunciando su salida el 19 de octubre de 2018, mediante un comunicado emitido en la página oficial de Babymetal.

## Biografía
El 2 de agosto de 2010, a la edad de once años,Yui Mizuno, al mismo tiempo que Moa Kikuchi, se unió a Sakura Gakuin, un grupo idol dirigido por la agencia de talento Amuse, Inc. El grupo todavía no había lanzado su álbum de debut. Los miembros de grupo eran también divididos en subgrupos más pequeños, llamados clubes. Cada club era un grupo musical propio que grabó canciones propias. Al principio Kikuchi y Mizuno eran miembros del grupo musical Twinklestars, más tarde con Suzuka Nakamoto (como líder y cantante principal) fueron parte del club de música heavy metal llamado Babymetal. Antes de que el club de música heavy fuera creado por la administración, ninguna de la tres miembros del club sabían qué era el heavy metal.
Durante un viaje en autobús, Yui y Moa escribieron la canción de Babymetal «Song 4» (4の歌), siendo la escritura acreditada a «Black Babymetal».
Su blog oficial, dirigido por Amuse, su agencia de administración de talento, cuando estaba estudiando en tercer grado, un miembro de la familia Mizuno estuvo diagnosticada con una enfermedad terminal. Siendo demasiado joven para entrar a la unidad de cuidados intensivos,  tenía que esperar en la sala de espera todos los días, preocupándose de la salud de sus familiares. Los doctores propusieron poner música que Mizuno escuchaba a menudo en la sala de espera, siendo el grupo Karen Girl's (la futura miembro de Babymetal Suzuka Nakamoto actuaba en ese grupo). Declara que la música dio su valor y ánimo de seguir adelante durante la situación, y más tarde, cuándo su familia salió del hospital, Yui se quiso convertir en una «Karen Girl». Durante «Leyend D», un concierto de Babymetal en 2012, el grupo hizo un cover de la canción de la Karen Girl's «Over the Future». Mizuno dice que en ese momento sus sueños se hicieron realidad. En una entrevista Mizuno reveló ser fan de la cantante, compositora y actriz estadounidense Ariana Grande.

## Actuaciones
- Sakura Gakuin (abril de 2010 - 29 de marzo de 2015)
  - Twinklestars (Subunidad de Sakura Gakuin)
  - Minipati (Subunidad de Sakura Gakuin)
- Babymetal (2010—2017)
  - Black Babymetal (Subunidad de Babymetal)

## Discografía

### Con Sakura Gakuin
- Sakura Gakuin 2010 Nendo: Message (2011)
- Sakura Gakuin 2011 Nendo: Friends (2012)
- Sakura Gakuin 2012 Nendo: My Generation (2013)
- Sakura Gakuin 2013 Nendo: Kizuna (2014)
- Sakura Gakuin 2014 Nendo: Kimi ni Todoke (2015)

### Con Babymetal
- Babymetal (2014)
- Live at Budokan: Red Night (2014)
- Live at Budokan: Black Night (2014)
- Introducing Babymetal (EP) (2015)
- Metal Resistance (2016)
- Live at Wembley (2016)

## Filmografía
Televisión
- MW Dai-Zero-shō: Akuma no Game (MW－ムウ－ 第0章 ～悪魔のゲーム～) (30 de junio de 2009, Nippon Television) cómo una niña huérfana
- Sagasō! Nippon Hito no Wasuremono (探そう!ニッポン人の忘れもの) (21 de noviembre de 2009, Fuji TV) cómo Shizuyo Hori (堀静代) (niña)
- Kioku no Umi (記憶の海) (24 de marzo de 2010, TBS) Kyōko Yamauchi (山内京子) (estudiante de primaria)